# Vinte e Uma Exigências
As Vinte e Uma Exigências foram um conjunto de exigências feitas pelo Império do Japão do primeiro-ministro Okuma Shigenobu enviadas ao governo nominal da República da China em 18 de janeiro de 1915, resultando em dois tratados com o Japão em 25 de maio de 1915.

## História
As Vinte e Uma Exigências foram um conjunto de exigências feitas durante a Primeira Guerra Mundial pelo Império do Japão, na gestão do primeiro-ministro Ōkuma Shigenobu para o governo da República da China em 18 de janeiro de 1915. As exigências secretas ampliariam muito o controle japonês sobre a China: o Japão manteria as antigas áreas alemãs que havia conquistado no início da Primeira Guerra Mundial, em 1914, seria forte na Manchúria e na Mongólia do Sul e teria um papel ampliado nas ferrovias. 
As demandas mais extremas (constante do Grupo 5) dariam ao Japão uma voz decisiva em finanças, policiamento e assuntos governamentais. A última parte tornaria a China de fato um protetorado do Japão e assim reduziria a influência ocidental.
O Japão estava em uma posição forte, já que as potências ocidentais estavam em uma guerra mundial paralisada com a Alemanha. A Grã-Bretanha e o Japão tinham uma aliança militar desde 1902, e em 1914 Londres pediu a Tóquio para entrar na guerra. Pequim publicou as exigências secretas e apelou a Washington e Londres, que foram simpáticos à China e forçaram Tóquio a abandonar o Grupo 5. No acordo final de 1916 o Japão desistiu de seu quinto conjunto de exigências. Ganhou um pouco na China, mas perdeu muito prestígio e confiança na Grã-Bretanha e nos EUA.
O público chinês respondeu com um boicote nacional espontâneo aos produtos japoneses. e as exportações do Japão para a China caíram drasticamente. A Grã-Bretanha foi afrontada e não confiava mais no Japão como aliado. Com a Primeira Guerra Mundial em curso a posição do Japão era forte e a da Grã-Bretanha era fraca, no entanto, a Grã-Bretanha (e os Estados Unidos) forçaram o Japão a abandonar o quinto conjunto de exigências que dariam ao Japão uma grande medida de controle sobre toda a economia chinesa e acabaram com a Política de Portas Abertas. Japão e China chegaram a uma série de acordos que ratificaram os quatro primeiros conjuntos de metas em 25 de maio de 1915.

### Negociações iniciais

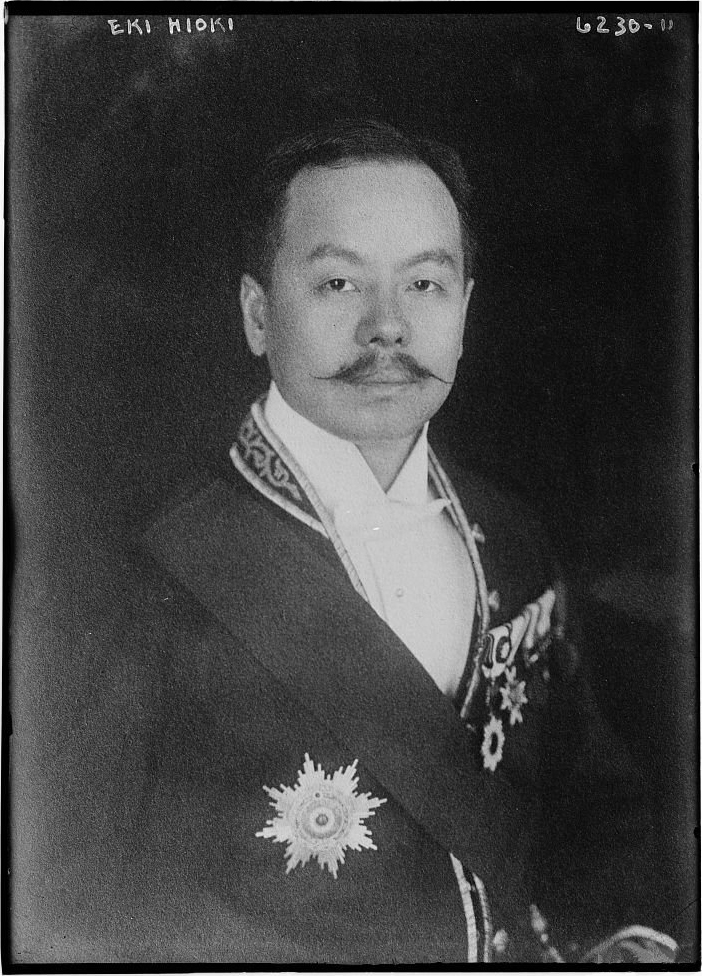
Eki Hioki (日置益)

O Japão, sob o primeiro-ministro Ōkuma Shigenobu e o ministro das Relações Exteriores Katō Takaaki, elaborou a lista inicial de Vinte e Uma Demandas, que foram revisadas pelo genrō e pelo imperador Taishō, e aprovadas pela Dieta. O embaixador Hioki Eki entregou a lista ao presidente Yuan Shikai do governo de Beiyang em uma audiência privada em 18 de janeiro de 1915, com avisos de consequências terríveis se a China os rejeitasse.
As Vinte e Uma Demandas foram divididas em cinco grupos:
- O Grupo 1 (quatro demandas) confirmou a recente tomada de portos e operações alemãs pelo Japão na província de Shandong e expandiu a esfera de influência do Japão sobre as ferrovias, costas e principais cidades da província.
- O Grupo 2 (sete demandas) pertencia à Zona Ferroviária do Sul da Manchúria do Japão, estendendo o arrendamento sobre o território por 99 anos e expandindo a esfera de influência do Japão no sul da Manchúria e no leste da Mongólia Interior, para incluir direitos de assentamento e extraterritorialidade, nomeação de funcionários financeiros e administrativos para o governo e prioridade para investimentos japoneses nessas áreas. O Japão exigiu acesso à Mongólia Interior para matérias-primas, como um local de fabricação e como um amortecedor estratégico contra a invasão russa na Coreia.[9]
- O Grupo 3 (duas demandas) deu ao Japão o controle do complexo de mineração e metalurgia Han-Ye-Ping (Hanyang, Daye e Pingxiang) na China central; estava profundamente endividado com o Japão.
- O Grupo 4 (uma demanda) proibiu a China de dar mais concessões costeiras ou insulares a potências estrangeiras.
- O Grupo 5 (sete demandas) foi o mais agressivo. A China deveria contratar conselheiros japoneses que pudessem assumir o controle efetivo das finanças e da polícia chinesas. O Japão teria o poder de construir três grandes ferrovias, e também templos budistas e escolas. O Japão ganharia o controle efetivo de Fujian, do outro lado do Estreito de Taiwan, que havia sido cedido ao Japão em 1895.

Sabendo da reação negativa que o Grupo 5 causaria o Japão inicialmente tentou manter seu conteúdo em segredo. O governo chinês tentou paralisar pelo maior tempo possível e vazou todo o conteúdo das Vinte e Uma Demandas às potências europeias na esperança de que, devido a uma ameaça percebida às suas próprias esferas de interesse político e econômico, elas ajudassem a conter o Japão.

### Ultimato japonês
Depois que a China rejeitou a proposta revisada do Japão em 26 de abril de 1915, o genrō interveio e excluiu o Grupo 5 do documento, pois estes haviam se mostrado os mais censuráveis para o governo chinês. Um conjunto reduzido de "Treze Demandas" foi transmitido em 7 de maio na forma de um ultimato, com um prazo de dois dias para resposta. Yuan Shikai não estava em posição de arriscar uma guerra com o Japão, e aceitou o apaziguamento, uma tática seguida por seus sucessores. A forma final do tratado foi assinada por ambas as partes em 25 de maio de 1915.